# Velika Moštanica
Velika Moštanica (srbsky Велика Моштаница) je vesnice v centrální části Srbska, administrativně spadající pod město Bělehrad a opštinu Čukarica. Vesnice leží nedaleko od břehu řeky Sávy a jižně od obchvatu metropole. Severně od Velké Moštanice také teče říčka Ostružnička reka a jižně se nachází vrchol Umnjanski vis.
Z národnostního hlediska je obyvatelstvo v drtivé většině srbské národnosti (přes 90 %). Počet obyvatel vesnice se pohybuje dlouhodobě v nižších tisících, roku 2011 zde žilo 3490 osob. Počet obyvatel vlivem suburbanizace hlavního města Srbska Bělehradu zde setrvale roste.
První písemná zmínka o vesnici pochází z tureckých zápisů z roku 1528. Vesnice má vlastní kostel, který byl postaven v roce 1858. Ve středu vesnice stojí památník obětem válek.
Velika Moštanica je napojena dopravně se zbytkem Bělehradu prostřednictvím linek příměstské autobusové dopravy.